# 得梅因紀事報
得梅因紀事報（英語：The Des Moines Register）是艾奧瓦州的每日早報。紀事報在艾奧瓦州的大部分地區出售。

## 歷史
愛荷華州得梅因的第一份報紙的前身是《愛荷華星報》（The Iowa Star）。1849年7月，巴洛·格蘭杰（Barlow Granger）在得梅因河和浣熊河的交匯處的廢棄小木屋創刊。1854年，星報成為《愛荷華政論報》（the Iowa Statesman），也是替民主黨傳聲的報紙。1857年，政論報轉為一周三刊在愛荷華的州報。1870年，政論報成為《愛荷華州領導者》（the Iowa State Leader），其作為民主黨的報紙，並在接下來的32年與共和黨的《愛荷華州紀事報》（the Iowa Daily State Register）競爭。
1902年，道奇堡的喬治·羅伯茨（George Roberts ）買下紀事報和領導者，並將兩份報紙合併為早報。1903年11月7日，阿爾戈納的銀行家老加德納·考爾斯收購該日報，並命名為《紀事兼領導者報》（the Register and Leader）。1915年，成為《得梅因紀事報》。
在考爾斯家族掌握報社的所有權以後，紀事報成為愛荷華最具影響力的大報，並採用了「愛荷華眾之所望」（The Newspaper Iowa Depends Upon）的口號。隨著公路系統的改進，報紙通過火車分發到愛荷華州的所有角落，再以卡車運送。
2000年，紀事報在得梅因南方開設一處新的印刷廠和分銷設施，新聞和廣告部門仍留在得梅因市中心。在原辦公地運營95年後，紀事報在2012年宣布他們將遷移到新的地點，首都廣場以東再過三個街區。2013年6月15日，紀事報從洛卡斯特街（Locust Street）715號搬到洛卡斯特街400號。 2014年，得梅因紀事報所屬的媒體大樓以160萬美元的價格出售，舊建築將重新開發為公寓和零售空間的混合型態。
2018年9月，《中国日报》在得梅因紀事報的增刊中嚴厲批評了美国對中国的貿易戰，使美國總統川普抨擊中國干預美國選舉。同年10月，副總統彭斯亦譴責此報導。

## 獎項
紀事報獲得16個普立茲獎項。
- 6個國內報導獎（Pulitzer Prize for National Reporting）：1954, 1958, 1968, 1976, 1979, 1985
- 4個社論寫作獎（Pulitzer Prize for Editorial Writing）：1938, 1943, 1956, 2018
- 3個漫畫創作獎（Pulitzer Prize for Editorial Cartooning）：1924, 1943, 1963
- 1個攝影獎（Pulitzer Prize for Photography）：1952
- 1個特寫攝影獎（Pulitzer Prize for Feature Photography）：1987
- 1個突發新聞攝影獎（Pulitzer Prize for Breaking News Photography）：2010
- 1個公共服務獎：1991